# قرية نابلس (نيويورك)
قرية نابلس (بالإنجليزية: Naples (village), New York)‏ هي منطقة سكنية تقع في الولايات المتحدة في مقاطعة أونتاريو، نيويورك. يقدر عدد سكانها بـ 1,041 نسمة ومساحتها 2.5 كم2 وترتفع عن سطح البحر 245 متر.

## التركيبة السكانية
حدّد مكتب تعداد الولايات المتحدة بيانات التركيبة السكانية لقرية نابلس في تعداد الولايات المتحدة. في ما يلي، التركيبة السكانية حسب تعدادي 2000 و2010.

### تعداد عام 2000
بلغ عدد سكان قرية نابلس 1,072 نسمة بحسب تعداد عام 2000، وبلغ عدد الأسر 453 أسرة وعدد العائلات 284 عائلة مقيمة في القرية. في حين سجلت الكثافة السكانية 420.4 نسمة لكل كيلومتر مربع (1,088.8/ميل2). وبلغ عدد الوحدات السكنية 500 وحدة بمتوسط كثافة قدره 196.1 لكل كيلومتر مربع (507.9/ميل2).
وتوزع التركيب العرقي للقرية بنسبة 98.60% من البيض و0.56% من الأمريكيين ذوي الأصول الآسيوية و0.47% من الأعراق الأخرى و0.37% من عرقين مختلطين أو أكثر و1.21% من الهسبانيون أو اللاتينيون من أي عرق.
بلغ عدد الأسر 453 أسرة كانت نسبة 33.6% منها لديها أطفال تحت سن الثامنة عشر تعيش معهم، وبلغت نسبة الأزواج القاطنين مع بعضهم البعض 45.3% من أصل المجموع الكلي للأسر، ونسبة 13% من الأسر كان لديها معيلات من الإناث دون وجود شريك، بينما كانت نسبة 4.4% من الأسر لديها معيلون من الذكور دون وجود شريكة وكانت نسبة 37.3% من غير العائلات. تألفت نسبة 32% من أصل جميع الأسر من عدة أفراد يعيشون في نفس المنزل ونسبة 15.7% كانت تتألف من شخص يعيش بمفرده يبلغ من العمر 65 عاماً أو أكثر. وبلغ متوسط حجم الأسرة المعيشية 2.37، أما متوسط حجم العائلات فبلغ 2.98.
بلغ العمر الوسطي للسكان 39.1 عاماً. وكانت نسبة 26.8% من القاطنين تحت سن الثامنة عشر، وكانت نسبة 5.4% بين الثامنة عشر والرابعة والعشرين عاماً، ونسبة 26.9% كانت واقعةً في الفئة العمرية ما بين الخامسة والعشرين والرابعة والأربعين عاماً، ونسبة 25% كانت ما بين الخامسة والأربعين والرابعة والستين، ونسبة 16% كانت ضمن فئة الخامسة والستين عاماً فما فوق. يوجد لكل 100 أنثى 94.2 ذكر، ويوجد لكل 100 أنثى في الثامنة عشر من عمرها فما فوق 83.4 ذكر.
بلغ متوسط دخل الأسرة في القرية 34,219 دولارًا، أما متوسط دخل العائلة فبلغ 42,841 دولارًا. وكان متوسط دخل الذكور 34,107 دولارًا مقابل 21,563 دولارًا للإناث. وسجل دخل الفرد الخاص بالقرية 16,067 دولارًا. وكانت نسبة 12% من العائلات ونسبة 13.2% من السكان تحت خط الفقر، وكان من هؤلاء نسبة 18% تحت سن الثامنة عشر ونسبة 17.4% في الخامسة والستين من العمر وما فوق.

### تعداد عام 2010
بلغ عدد سكان قرية نابلس 1,041 نسمة بحسب تعداد عام 2010، وبلغ عدد الأسر 445 أسرة وعدد العائلات 294 عائلة مقيمة في القرية. في حين سجلت الكثافة السكانية 408.2 نسمة لكل كيلومتر مربع (1,057.2/ميل2). وبلغ عدد الوحدات السكنية 496 وحدة بمتوسط كثافة قدره 194.5 لكل كيلومتر مربع (503.8/ميل2).
وتوزع التركيب العرقي للقرية بنسبة 96.73% من البيض و0.96% من الأمريكيين الأفارقة و0.38% من الأمريكيين الأصليين و0.29% من الأمريكيين ذوي الأصول الآسيوية و0.29% من الأعراق الأخرى و1.34% من عرقين مختلطين أو أكثر و0.77% من الهسبانيون أو اللاتينيون من أي عرق.
بلغ عدد الأسر 445 أسرة كانت نسبة 36.9% منها لديها أطفال تحت سن الثامنة عشر تعيش معهم، وبلغت نسبة الأزواج القاطنين مع بعضهم البعض 40.4% من أصل المجموع الكلي للأسر، ونسبة 18.9% من الأسر كان لديها معيلات من الإناث دون وجود شريك، بينما كانت نسبة 6.7% من الأسر لديها معيلون من الذكور دون وجود شريكة وكانت نسبة 33.9% من غير العائلات. تألفت نسبة 29.9% من أصل جميع الأسر من عدة أفراد يعيشون في نفس المنزل ونسبة 11.7% كانت تتألف من شخص يعيش بمفرده يبلغ من العمر 65 عاماً أو أكثر. وبلغ متوسط حجم الأسرة المعيشية 2.32، أما متوسط حجم العائلات فبلغ 2.81.
بلغ العمر الوسطي للسكان 40.3 عاماً. وكانت نسبة 26% من القاطنين تحت سن الثامنة عشر، وكانت نسبة 7.5% بين الثامنة عشر والرابعة والعشرين عاماً، ونسبة 23% كانت واقعةً في الفئة العمرية ما بين الخامسة والعشرين والرابعة والأربعين عاماً، ونسبة 29.7% كانت ما بين الخامسة والأربعين والرابعة والستين، ونسبة 13.8% كانت ضمن فئة الخامسة والستين عاماً فما فوق. وتوزع التركيب الجنسي للسكان بنسبة 46.4% ذكور و53.6% إناث.

## أعلام
- غيلبرت إميري